# Bernolákovo
Bernolákovo é um município da Eslováquia, situado no distrito de Senec, na região de Bratislava. Tem 28,43 km² de área e sua população em 2019 foi estimada em 8194 habitantes.

## Demografia
| Ano:        | 1994 | 2004   | 2014    | 2024    |
| ----------- | ---- | ------ | ------- | ------- |
| Broj ljudi: | 4461 | 4852   | 6147    | 10 151  |
| Razlika:    |      | +8,76% | +26,69% | +65,13% |

| Ano:               | 2023 | 2024   |
| ------------------ | ---- | ------ |
| Número de pessoas: | 9896 | 10 151 |
| Diferença:         |      | +2,57% |